# 1927年の音楽
1927年の音楽（1927ねんのおんがく）では、1927年（昭和2年）の世界の音楽分野の動向についてまとめる。

## 概要
- 白人バンドリーダーのポール・ホワイトマンが、ジョージ・ガーシュインの「ラプソディー・イン・ブルー」を録音した[1]。
- ジャズ・ソング「アラビヤの唄」が日本語に翻訳・レコード化された。
- 2月24日 - 日本放送協会が初めてオペラを放送
- 5月9日 - 日本ポリドール蓄音器設立
- 9月13日 - 日本ビクター設立

## 世界の出版楽曲
- 「アラビヤの唄」
- 「アラバマ・ソング」
- 「サイド・バイ・サイド」
- 「ジャンヌの扇」
- 「スターダスト」
- 「ストライク・アップ・ザ・バンド」
- 「ス・ワンダフル」
- 「デ・プーロ・グアポ」
- 「南京豆売り」

## 日本の出版楽曲
- 「立山の歌」
- 「ちゃっきり節」
- 「雪山讃歌」
- 「若き血」
- 「私の青空」
- 「赤とんぼ」
- 「この道」
- 本居長世「汽車ぽっぽ」

## クラシックの出版楽曲
- アルバン・ベルク「抒情組曲」
- アレクサンドル・チェレプニン「交響曲第1番」
- カール・ニールセン「フェロー諸島への幻視旅行」
- カロル・シマノフスキ「弦楽四重奏曲第2番」
- ジークフリート・ワーグナー「交響曲」
- ハヴァーガル・ブライアン「交響曲第1番」
- バルトーク・ベーラ「弦楽四重奏曲第3番」
- モーリス・ラヴェル「ヴァイオリンソナタ」
- レオポルド・ゴドフスキー「パッサカリア」

## 誕生
- 1月1日 - 牧野昭一（作曲家、+2010年・83歳没）[2]
- 1月8日 - ウジ・ヴィーゼル（チェロ奏者、+2019年・92歳没）
- 1月10日 - ジョニー・レイ（歌手・ピアニスト、+1990年・63歳没）
- 1月12日 - レオポルド・フェデリコ（指揮者・バンドネオン奏者、+2014年・87歳没）
- 1月14日 - ズザナ・ルージチコヴァー（チェンバロ奏者、+2017年・90歳没）
- 1月17日 - アーサ・キット（歌手、女優、キャバレー・スター、+2008年・81歳没）
- 1月30日 - 熊倉一雄（俳優・声優・元歌手、+2015年・88歳没）
- 2月7日 - ジュリエット・グレコ（シャンソン歌手・女優、+2020年・93歳没）
- 2月11日 - ミシェル・セネシャル（テノール歌手、+2018年・91歳没）
- 2月14日 - ハンス・カン（ピアニスト、+2005年・78歳没）
- 2月20日 - イブライム・フェレール（歌手、+2005年・78歳没）
- 2月20日 - 伊藤京子（ソプラノ歌手・音楽教育者、+2021年・94歳没）
- 2月25日 - ラルフ・スタンレー（歌手・バンジョー奏者、+2016年・89歳没）
- 2月27日 - 宇野誠一郎（作曲家、+2011年・84歳没）
- 3月15日 - アーロン・ローザンド（ヴァイオリニスト、+2019年・92歳没）
- 3月18日 - 2代目春野百合子（浪曲師、+2016年・89歳没）
- 3月21日 - 宮城まり子（歌手・女優・映画監督、+2020年・93歳没）
- 3月27日 - ムスティスラフ・ロストロポーヴィチ（チェリスト・指揮者、+2007年・80歳没）
- 3月28日 - 永田文夫（音楽評論家・訳詞家、+2016年・89歳没）
- 3月30日 - コロムビア・ライト（漫才師・漫談家、+2010年・83歳没）
- 3月30日 - 4代目常磐津松尾太夫（常磐津節太夫、+2017年・90歳没）
- 3月31日 - 松風軒栄花（浪曲師、+2013年・86歳没）
- 4月1日 - エイモス・ミルバーン（歌手・ピアニスト、+1980年・52歳没）
- 4月6日 - ジェリー・マリガン（作曲家、+1996年・68歳没）
- 4月16日 - 杵屋三千寿（長唄唄方、+2009年・81歳没）
- 4月25日 - ジニー・オズボーン（歌手、ザ・コーデッツ、+2003年・76歳没）
- 4月25日 - ジークフリート・パルム（チェリスト、+2005年・78歳没）
- 4月25日 - 皆川達夫（西洋音楽史学者、+2020年・92歳没）
- 4月27日 - 宋海（歌手・俳優・アナウンサー・司会者、+2022年・95歳没）
- 5月1日 - ガリー・ベルティーニ（指揮者、+2005年・77歳没）
- 5月3日 - 河辺浩市（作曲家・トロンボーン奏者、+2014年・87歳没）
- 5月7日 - エリザベート・ゼーダーシュトレーム（ソプラノ歌手、+2009年・82歳没）
- 5月10日 - エヴァ・クナルダール（ピアニスト、+2006年・79歳没）
- 5月12日 - 江口浩司（作曲家、+2010年・83歳没）
- 5月13日 - フレッド・ヘラマン（歌手・ギタリスト、ウィーヴァーズ、+2016年・89歳没）
- 5月16日 - パウル・アンゲラー（指揮者、+2017年・90歳没）
- 6月3日 - ブーツ・ランドルフ（サクソフォーン奏者、+2007年・80歳没）
- 6月15日 - ジョージ川口（ジャズドラマー、+2003年・76歳没）
- 7月4日 - 若山彰（歌手、+1998年・71歳没）
- 7月12日 - ジェリー伊藤（歌手・俳優、+2007年・79歳没）
- 7月16日 - ミンディ・カーソン（歌手）
- 7月18日 - クルト・マズア（指揮者、+2015年・88歳没）
- 7月20日 - ミヒャエル・ギーレン（指揮者、+2019年・91歳没）
- 7月21日 - ステファン・ニクレスク（作曲家、+2008年・80歳没）
- 7月22日 - ヴォルフガング・シュトラウス（作曲家・指揮者、+2018年・90歳没）
- 7月24日 - 呉祖強（作曲家、+2022年・94歳没）
- 7月26日 - 真木利一（ピアニスト、+2010年・82歳没）
- 7月26日 - 上野晃（音楽評論家、+2013年・86歳没）
- 7月27日 - エド・エイムス（歌手、エイムス・ブラザーズ）
- 8月11日 - レイモンド・レッパード（指揮者、+2019年・92歳没）
- 8月30日 - ピート・ケー（オルガニスト、+2018年・90歳没）
- 9月2日 - 2代目春日井梅鴬（浪曲師、+2021年・93歳没）
- 9月3日 - 日暮雅信（作曲家、+2003年・75歳没）
- 9月9日 - エルヴィン・ジョーンズ（ジャズドラマー、+2004年・76歳没）
- 9月10日 - 有賀和子（ピアニスト、+2020年・92歳没）
- 9月25日 - サー・コリン・デイヴィス（指揮者、+2013年・85歳没）
- 9月26日 - ロマーノ・ムッソリーニ（ジャズピアニスト、+2006年・78歳没）
- 9月28日 - ナウム・シュタルクマン（ピアニスト、+2006年・78歳没）
- 9月30日 - ホセイン・デフラヴィー（作曲家、+2019年・92歳没）
- 10月6日 - パウル・バドゥラ＝スコダ（ピアニスト、+2019年・91歳没）
- 10月7日 - アル・マルティーノ（歌手、+2009年・82歳没）
- 10月24日 - ジルベール・ベコー（歌手・作曲家・ピアニスト・俳優、+2001年・74歳没）
- 10月30日 - ジョン・マック（オーボエ奏者、+2006年・78歳没）
- 11月3日 - フリオ・ロドリゲス（歌手、トリオ・ロス・パンチョス、+2013年・87歳没）
- 11月8日 - クリス・コナー（ジャズ歌手、+2009年・81歳没）
- 11月8日 - パティ・ペイジ（歌手、+2013年・85歳没）
- 11月9日 - 江藤俊哉（ヴァイオリニスト、+2008年・80歳没）
- 11月9日 - ルドルフ・バルシャイ（指揮者、+2010年・86歳没）
- 11月11日 - モーズ・アリソン（ジャズ音楽家、+2016年・89歳没）
- 11月16日 - 日下部吉彦（音楽評論家・ジャーナリスト・指揮者、+2017年・90歳没）
- 11月24日 - アルフレード・クラウス（テノール歌手、+1999年・71歳没）
- 11月27日 - ギィ・ファロ（チェリスト、+2018年・91歳没）
- 12月3日 - アンディ・ウィリアムス（歌手、+2012年・84歳没）
- 12月9日 - 戸口幸策（音楽学者、+2016年・88歳没）
- 12月9日 - ピエール・アンリ（作曲家、+2017年・89歳没）
- 12月14日 - 奥田道昭（指揮者、+2009年・81歳没）
- 12月21日 - 小川国夫（小説家・作詞家、+2008年・80歳没）
- 12月22日 - セルジオ・フィオレンティーノ（ピアニスト、+1998年・70歳没）
- 12月26日 - メリー喜多川（ジャニーズ事務所名誉会長、+2021年・93歳没）

## 死去
- 2月17日 - ロベルト・フックス、作曲家（* 1847年）
- 6月27日 - 小山作之助、作曲家（* 1864年）
- 7月17日 - ルイーゼ・アドルファ・ル・ボー、作曲家・ピアニスト（* 1850年）
- 8月20日 - ファニー・ブルームフィールド・ツァイスラー、ピアニスト（* 1863年）